# Vélez-Blanco
Vélez-Blanco ist eine spanische Gemeinde in der Comarca Los Vélez der Provinz Almería in der Autonomen Gemeinschaft Andalusien. Die Einwohnerzahl bestand im Jahr 2024 aus 1.933 Einwohnern. Sie verfügt über ein bedeutendes kulturelles, archäologisches und natürliches Erbe. Die Regionalregierung (Junta de Andalucía) hat den Ort zu einer historisch-künstlerischen Stätte (Conjunto histórico-artístico) erklärt.

## Geografie
Der Ort liegt im Norden der Provinz. Die Gemeinde grenzt an Caravaca de la Cruz (Region Murcia), Lorca (Region Murcia), María, Puebla de Don Fadrique (Provinz Grenada) und Vélez-Rubio.

## Geschichte
Besiedelungsspuren reichen bis in die Prähistorie zurück und die Römer bauten in dem heutigen Gemeindegebiet verschiedene Villen. In der maurischen Zeit war der Ort eine bedeutende Festung. Nach der christlichen Eroberung der Region ging er in den Feudalbesitz über.
In Vélez-Blanco liegen auch der Abri de Las Tejeras, der Abri del Gabar, der Abri de las Colmenas, die Abris del Estrecho de Santonge, die Abris de Los Lavaderos de Tello, die Abris del Maimón, die Abris de la Sierra de María  und die Cueva de Ambrosio.

## Sehenswürdigkeiten
- Renaissance-Burg de los Vélez

## Galerie

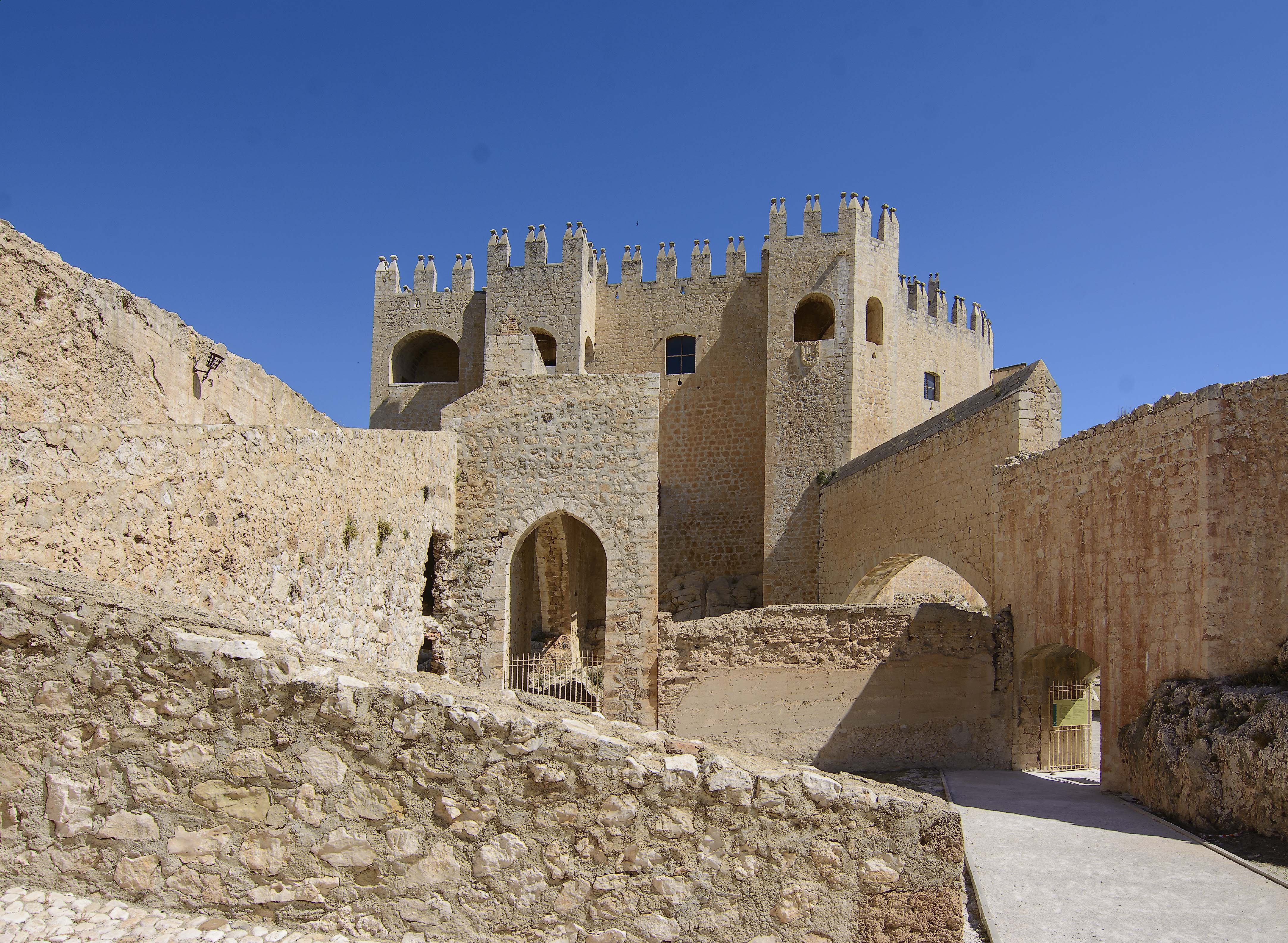
Burg von Vélez-Blanco
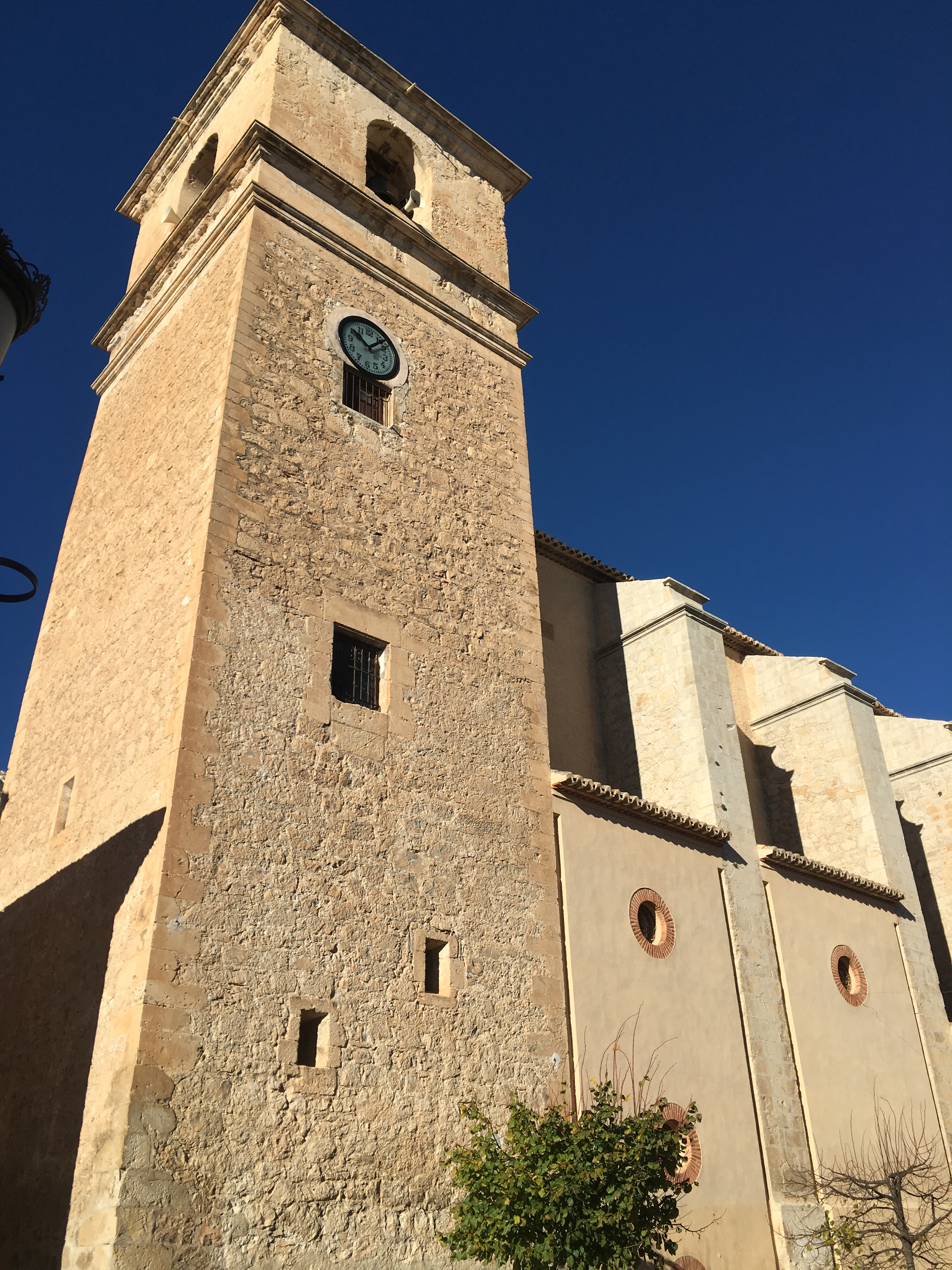
Kirche Iglesia de Santiago
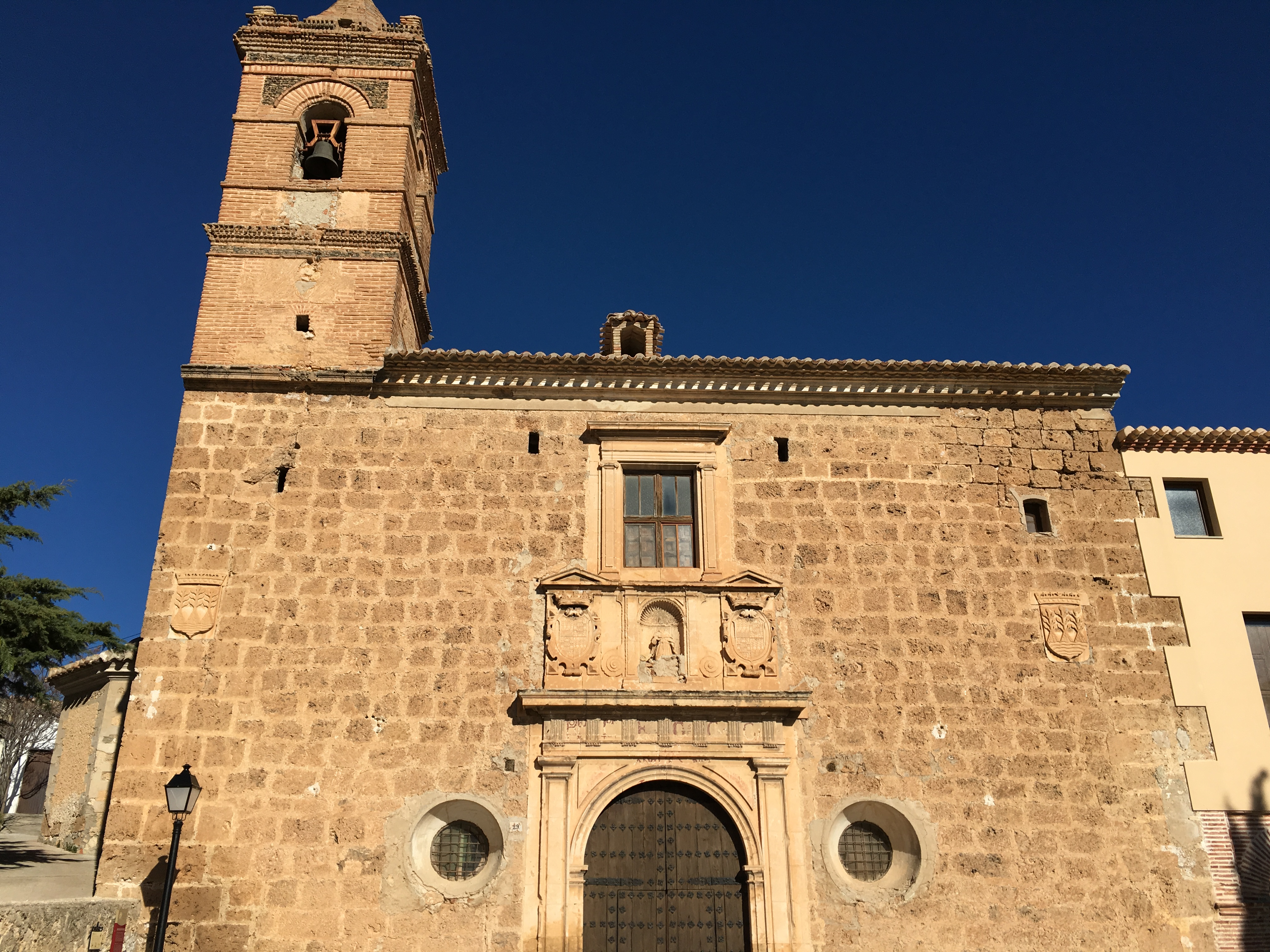
Konvent von San Luis